# Ozoda Rahmon
Ozoda Emomalievna Rahmonova (em tajique:  Озода Эмомалӣ Раҳмон; nascida em 3 de janeiro de 1978) é uma política tadjique e filha de Emomali Rahmon, o líder autoritário de longa data do Tadjiquistão.
Ela está entre as dez mulheres mais influentes da Ásia Central e 20 indivíduos mais influentes no Tajiquistão. Ela ocupou vários cargos importantes no Ministério das Relações Exteriores. Rahmon nomeou Rahmonova como chefe de gabinete em sua administração presidencial.